# Гулаєв Микола Дмитрович
Гула́єв Мико́ла Дми́трович (нар. 26 лютого 1918 — пом. 27 вересня 1985) — льотчик-винищувач, двічі Герой Радянського Союзу (1943, 1944), третій з радянських асів за кількістю збитих літаків в роки Німецько-радянської війни. Генерал-полковник авіації (1972).

## Біографія
Народився 26 лютого 1918 року в станиці Аксайська (тепер місто Аксай Ростовської області). Росіянин.
Закінчив 7 класів і школу ФЗУ. Деякий час працював слюсарем на одному з заводів Ростова-на-Дону, займався в аероклубі.
До лав РСЧА призваний у 1938 році. У 1940 році закінчив Сталінградське військове авіаційне училище. Направлений до авіаційної частини ППО поблизу Могильова, в Білорусі.
З початком Німецько-радянської війни прикривав з повітря важливі промислові центри в радянському тилу.
Бойове хрещення прийняв 3 серпня 1942 року під Сталінградом, коли в нічному повітряному бою без допомоги прожекторів збив німецького бомбардувальника He-111.
Особливо відзначився льотчик 27-го винищувального авіаційного полку 205-а винищувальна авіаційна дивізія, 2-а повітряна армія, Воронезький фронт) старший лейтенант М. Д. Гулаєв на Курській дузі в районі Бєлгорода. 14 травня 1943 року, відбиваючи наліт ворожої авіації на аеродром Грушка, вступив у повітряний бій з трьома бомбардувальниками Ju-87 та чотирма винищувачами прикриття Me-109. В результаті бою збив два і таранив один «Юнкерс». За цей бій був нагороджений орденом Червоного Прапора. 9 липня 1943 року в районі Бєлгорода здійснив свій другий таран. Приземлився на парашуті. Всього за час Курської битви М. Д. Гулаєвим було збито 17 літаків ворога.
На початку 1944 року М. Д. Гулаєва призначено командиром ескадрильї. Брав участь у звільненні України, в Корсунь-Шеченківській та Умансько-Ботошанській операціях. В одному з повітряних боїв над річкою Прут шістка винищувачів на чолі з Гулаєвим атакувала ворожу групу з 27 бомбардувальників та 8 винищувачів. Протягом 4-хвилинного бою було знищено 11 ворожих літаків, з яких 5 — особисто Гулаєвим.
Загалом за роки війни М. Д. Гулаєв здійснив 250 бойових вильотів, брав участь у 69 повітряних боях, збив особисто 57 та в складі групи 4 літаки ворога. За кількістю збитих літаків посів третє місце серед радянських військових льотчиків (після І. М. Кожедуба та О. І. Покришкіна).
Після закінчення війни продовжив військову службу на командних посадах у військах ППО СРСР. Одним з перших освоїв керування реактивним винищувачем.
У 1950 році закінчив Військово-повітряну інженерну академію ім. Жуковського. Командував винищувальними авіаційними дивізіями в Ярославлі та Єльці.
У 1960 році закінчив Військову академію Генштабу.
У 1961—1968 роках — командир 32-го авіаційного корпусу ППО (м. Ржев).
З 1968 року — командуючій 10-ї окремої армії ППО (м. Архангельськ).
У 1972 році присвоєно військове звання генерал-полковник авіації.
З 1974 року — заступник головнокомандувача військ ППО СРСР по бойовій підготовці.
З 1979 року — у відставці. Мешкав у Москві.
Помер 27 вересня 1985 року. Похований на Кунцевському кладовищі Москви.

## Нагороди
Указом Президії Верховної Ради СРСР від 28 вересня 1943 року заступник командира ескадрильї 27-го винищувального авіаційного полку старший лейтенант Гулаєв Микола Дмитрович за 95 бойових вильотів, 13 особисто й 5 в групі збитих літаків ворога, удостоєний звання Героя Радянського Союзу з врученням ордена Леніна і медалі «Золота Зірка» (№ 1497).
Указом Президії Верховної Ради СРСР від 1 липня 1944 року командир ескадрильї 129-го гвардійського винищувального авіаційного полку гвардії капітан Гулаєв Микола Дмитрович за 125 бойових вильотів, 42 повітряних бої, в яких збив особисток 42 й в групі 3 літаки ворога, нагороджений другою медаллю «Золота Зірка».
Нагороджений двома орденами Леніна, орденом Жовтневої революції, чотирма орденами Червоного Прапора, двома орденами Вітчизняної війни 1-го ступеня, двома орденами Червоної Зірки й медалями.
Також має іноземні нагороди.

## Пам'ять
В місті Аксай встановлено бронзове погруддя Героя. Його ім'ям названо одну з вулиць міста.
Меморіальні дошки на честь М. Д. Гулаєва встановлено в містах Архангельськ, Ростов-на-Дону та Ярославль.